# Klášter Evesham
Klášter Evesham býval benediktinský klášter založený okolo roku 701 sv. Egwinem, biskupem z Worcesteru v dnešním anglickém městě Evesham.
Klášter byl vypleněn měšťany a zrušen v 16. století, dochovaly se pouze zvonice. Poslední odpočinek zde nalezli kromě několika světců i tři padlí z bitvy u Eveshamu - Hugo z Despenceru, Simon V. z Montfortu a jeho syn Jindřich z Montfortu.